# Hütten, Rendsburg-Eckernförde
Hütten (tiếng Đan Mạch: Hytten) là một đô thị thuộc quận Rendsburg-Eckernförde, bang Schleswig-Holstein.